# Škalce
Škalce – wieś w Słowenii, w gminie Slovenske Konjice. W 2018 roku liczyła 455 mieszkańców.